# Huiribis
Huiribis är en ort i Mexiko.   Den ligger i kommunen Guaymas och delstaten Sonora, i den nordvästra delen av landet, 1 500 km nordväst om huvudstaden Mexico City. Huiribis ligger 3 meter över havet och antalet invånare är 342.
Terrängen runt Huiribis är mycket platt. Runt Huiribis är det glesbefolkat, med 12 invånare per kvadratkilometer. Närmaste större samhälle är Potam, 9,5 km sydost om Huiribis. Omgivningarna runt Huiribis är i huvudsak ett öppet busklandskap.